# Правила на Свети Бенедикт
Правилата на Свети Бенедикт (на латински: Regula Benedicti), известни и като Устав на Свети Бенедикт е съчинение с наставления за монашеския живот, написана от Свети Бенедикт Нурсийски около 540 г., предназначена за монаси, живеещи заедно в манастир под ръководството на един абат. През 1500-те години на своето съществуване, Правилата стават един от водещите монашески устави в западното християнство.
Духът на Правилата на Свети Бенедикт е обобщен в мотото на Бенедиктинския орден: „Ora et labora“ („Молете се и работете“).

## Ръкописи
Текстът на правилата, написан от самия Свети Бенедикт, първоначално се съхранява в абатство Монте. При разрушаването на манастира от лангобардите около 581 г. ръкописът е пренесен в Рим и е върнат обратно едва след възстановяването на манастира в началото на VIII век от римския папа Захарий (741 – 752). През 787 г. по заповед на франкския крал Карл Велики, абатът на Монте Касино Теодомар прави копие на ръкописа, което е предадено в кралския дворец в Аахен, откъдето впоследствие изчезва. През 884 г. след нападение на Монте Касино от сарацините, оригиналният ръкопис е пренесен в манастира в гр. Теан (съвр. Теано, Италия), където е унищожен при пожар през 896 г.
Достигналият до наши дни текст на Правилата е представен в 3 средневековни латински редакции. Най-близкият до оригинала текст съдържа т.нар. кратка редакция. Най-старият ръкопис на тази редакция е т.нар. манускрипт № 914 от абатство Санкт Гален. Той представлява ръкопис, изготвен от монаси от манастира Райхенау – Грималд и Татон през 817 г. от аахенското копие на Правилата. Кратката редакция, чийто източник е аахенският ръкопис се съдържа в още 3 ръкописа от IX век с германски произход. Редица преписи на кратката редакция от X – XIII век, произхождащи от Монте Касино, вероятно се основават на оригинала, унищожен през 896 г.
Разширената (интерполирана) редакция се съдържа в най-стария от достигналите до нас преписи на Правилата – т.нар. Оксфордски кодекс (Cod. Oxoniensis), съставен в гр. Дуроверн (съвр. Кентърбъри, Великобритания) в началото на VIII век. През VIII или IX век. е датиран и един ръкопис от Верона (LII (50)) и манускриптът от манастира Санкт Гален № 916. Предполага се, че разширената редакция се е появила в края на VI век и е изготвена от абата на Монте Касино – Симплиций.
Смесената редакция възниква през VIII век; тя съдържа по-малко интерполации в сравнение с разширената версия. Именно тази редакция става най-разпространена – textus receptus (общоприета); тя е възпроизведена и в болшинството от преписите, съставени от след ІХ век.

## Издания
За първи път латинският оригинал на Правилата на Свети Бенедикт е издаден във Венеция през 1489 – 1490 г. Следват редица издания, из които заслужава да се отбележи изданието, осъществено в абатство Монтсерат (Испания) през 1499 г., тъй като то в най-голяма степен се отклонява от textus receptus. Първите текстологични изследвания на Правилата са дело на Йохан Шлитпахер от абатство Мелк през XV век. Критични издания на основата на съпоставка на ръкописите се появяват чак през XVII век. Така монахът Б. Моро от абатство Камброн прави 2 издания на Правилата (Дуе, 1611 и Кьолн, 1620), базиращи се на повече от 30 стари преписа. През 1659 г. е отпечатано по-качествено неаполитанско издание, подготвено от Павел Августин от Ферара (вероятно псевдоним на абат Анджело дела Ноче). Всички текстологически критики на Правилата от XV – XVII век се основават на текста на смесената редакция. Изключение е изданието на К. Мартен от 1690 г., базиращо се на разширената редация от Оксфордския кодекс. Кратката редакция привлича вниманието на учените едва през втората половина на XIX век и благодарение на изследванията на Е. Шмид и Л. Траубе е възстановен началният текст на Правилата в кратката му редакция, въз основа на манускрипта от Санкт Гален № 914. Резултат на тези изследвания са 2 критични издания на К. Бътлър през 1927 г. и на Б. Линдесбауер през 1928 г. Новото 6-томно издание на Правилата с обширен научен апарат, подготвено от А. де Вогюе и Дж. Ньофвил, излиза през 1971 – 1972 г. в поредицата Sources Chrétiennes.

## Преводи
Най-ранният превод на Правилата е този на разширената редакция в ръкописа от Санкт Гален № 916 (IX век). Първият превод на англосаксонски език е направен от Етелволд (X век), последван от още няколко анонимни превода. Преводите на Правилата на романските езици се появяват по-късно и повечето са анонимни: през XIII век – няколко превода на френски и провансалски, през XIII – XV век – на каталонски; известен е и превод от XIV век на португалски език. С появата на книгопечатането се появяват преводи на италиански (Флоренция, 1493; Венеция, 1495) и полски (1597) езици. Първите печатни издания на Правилата на немски се появяват през 80-те години на XV век. През Средните векове Правилата се превеждат и на славянските езици – първоначално в Чехия, в Сазавския манастир, около 1036 г., който превод не е достигнал до наши дни, а в края на XII век и в Хърватия – запазен е по-късен препис на глаголица от края на XIV век от Роговския манастир на остров Пашман в Далмация.